# Benedikt Wagner
Benedikt Wagner (n. 14 iunie 1990, Bonn, Germania) este un scrimer german specializat pe sabie, campion mondial pe echipe în 2014 și campion european în 2016. A participat la Jocurile Olimpice de vară din 2012. La proba individuală a fost învins în tabloul de 16 de conaționalul Nicolas Limbach și s-a clasat pe locul 14. La proba pe echipe Germania a pierdut cu Coreea de Sud în sferturi de finală și a închis concursul pe locul 5 după ce a învins Belarusul, apoi Statele Unite. 